# Külföldi TV-szakácsok, gasztrocelebek, szakácskönyvszerzők és ismert gasztrobloggerek listája
Ezen a listán azok szerepelnek, akik TV-műsorokkal, publikációkkal, vagy az interneten ismertséget szereztek, de vagy nem szakács a szakmájuk, vagy a nemzetközi gasztronómia terén nem alkottak maradandót. A magyarokat a Magyar TV-szakácsok, gasztrocelebek és ismert gasztrobloggerek listája tartalmazza.
| Ábécé szerinti tartalomjegyzék                                        |
| --------------------------------------------------------------------- |
| A B C Cs D E F G Gy H I J K L M N Ny O P Q R S Sz T Ty U V W X Y Z Zs |

## B
- Mario Batali amerikai szakács, étteremtulajdonos és médiaszemélyiség
- Anthony Bourdain amerikai szakács és író
- Jean Anthelme Brillat-Savarin francia gasztronómus, neves mondása: „Mondd meg, mit eszel, s megmondom, ki vagy.”
- Anne Burrell amerikai szakács és televíziós személyiség

## C
- Julia Child amerikai szakács, író és televíziós személyiség
- Alan Coxon brit szakács és televíziós személyiség

## F
- Keith Floyd angol szakács, étteremtulajdonos

## G
- Ina Garten amerikai író, a Food Network műsorvezetője

## L
- Emeril Lagasse amerikai celeb séf és étteremtulajdonos
- Nigella Lawson angol televíziós személyiség

## P
- Jennifer Patterson A két duci hölgy egyik tagja[1]
- Wolfgang Puck osztrák celeb séf és étteremtulajdonos

## R
- Rachael Ray amerikai celeb séf és író
- Gary Rhodes brit séf és televíziós személyiség

## S
- Harland Sanders amerikai üzletember, a KFC megalapítója.

## V
- Joseph Dommers Vehling német származású amerikai szakács, gasztronómiával foglalkozó író

## W
- Hugh Fearnley-Whittingstall angol celeb séf
- Clarissa Dickson Wright A két duci hölgy egyik tagja